# Le Bourg-d’Oisans

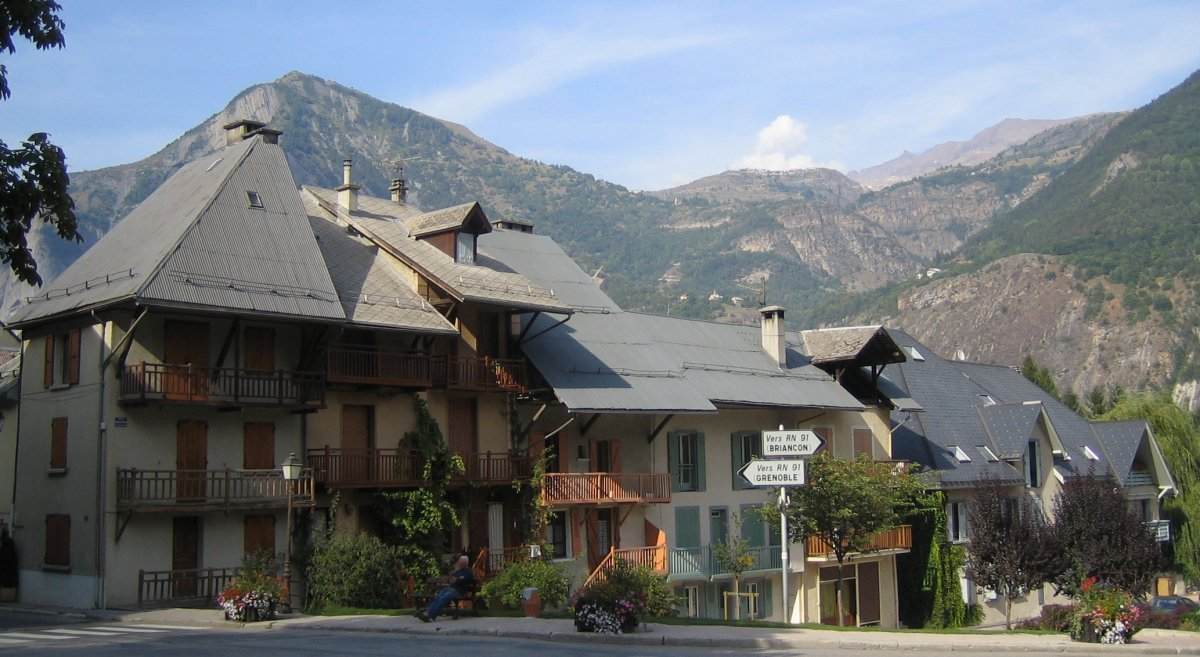
Widok na miasto

Le Bourg-d’Oisans (w języku frankoprowansalskim Le Bôrg) to miejscowość i gmina we Francji, w regionie Owernia-Rodan-Alpy, w departamencie Isère. Miasteczko Bourg d’Oisans stanowi historyczny ośrodek regionu Oisans.
Według danych na rok 1990 gminę zamieszkiwało 2911 osób, a gęstość zaludnienia wynosiła 81 osób/km² (wśród 2880 gmin regionu Rodan-Alpy Le Bourg-d’Oisans plasuje się na 305. miejscu pod względem liczby ludności, natomiast pod względem powierzchni na miejscu 142.).
Miasteczko Bourg d’Oisans położone jest w dolinie rzeki Romanche. Leży pośrodku szerszego, równinnego fragmentu doliny, znajdującego się pomiędzy dwoma przełomowymi odcinkami rzeki, zwanymi Gorges de l'Infernet (powyżej) oraz Gorges de la Romanche (poniżej miasteczka). Wspomniany równinny fragment doliny stanowi dno dawnego jeziora przepływowego, jakim po zakończeniu epoki lodowcowej rozlewała się rzeka Romanche, dopóki nie pogłębiła odpowiednio swego koryta w przełomowym odcinku poniżej miasteczka (Gorges de la Romanche). Od północy nad Bourg-d’Oisans wznoszą się szczyty grupy górskiej Grandes Rousses, natomiast od południa masywy grupy górskiej Écrins.
Przez przełęcz Lautaret i dolinę Romanche już w czasach rzymskich wiódł jeden z traktów z Italii do Galii, brak jednak śladów osadnictwa z tego okresu na terenie Bourg-d’Oisans. Początki miasteczka sięgają średniowiecza. Nosiło wówczas nazwę Saint-Laurent du Lac. W późniejszym okresie w okolicy funkcjonowały prymitywne kopalnie złota i ołowiu.
W II połowie XIX w. Bourg-d’Oisans stało się jednym z ośrodków rodzących się wówczas turystyki górskiej i alpinizmu. Dzięki swemu położeniu było głównym punktem wyjściowym do wypraw w grupę Écrins.
Aktualnie miasteczko leży w granicach otuliny Parku Narodowego Écrins i stanowi jedną z najważniejszych bram wejściowych na teren tego Parku. Atrakcją jest niewielkie, lecz interesujące Muzeum Minerałów i Fauny Górskiej (franc. Musée des Minéraux et de la Faune des Alpes), posiadające m.in. ładną kolekcję tzw. kryształów górskich.